# 美濃川拓哉
美濃川 拓哉（みのかわ たくや  1969年1月 - ）は、日本の海洋生物学者。東北大学大学院生命科学研究科付属浅虫海洋生物学研究センター准教授。弘前大学理学部生物学科卒。東京大学大学院理学系研究科動物学専攻（修士）・生物科学専攻（博士）修了。1997年博士号授与「Studies of endoderm and mesoderm induction in echinoid embryos(ウニ胚における内胚葉・中胚葉誘導に関する研究) 」 
東京工業大学（東工大）大学院生命理工学研究科、東京大学大学院新領域創成科学研究科、California Institute of Technology（Caltech）にて博士研究員として研究に従事した後、現職となる。

## おもな研究
- 遺伝子調節ネットワーク（gene regulatory network：GRN）の進化と発生様式の関係